# Ropalopus ungaricus
Ropalopus ungaricus är en skalbaggsart som först beskrevs av Herbst 1784.  Ropalopus ungaricus ingår i släktet Ropalopus och familjen långhorningar. IUCN kategoriserar arten globalt som starkt hotad.
Artens utbredningsområde är:
- Frankrike.
- Ukraina.

Inga underarter finns listade i Catalogue of Life.